# قسم نرغسان الريفي (مقاطعة عنبر أباد)
قسم نرغسان الریفي (بالفارسية: دهستان نرگسان) هي قسم تقع في إيران في ناحية جنوب جبال بارز. يقدر عدد سكانها بـ 6,547 نسمة .